# Somministrazione orale

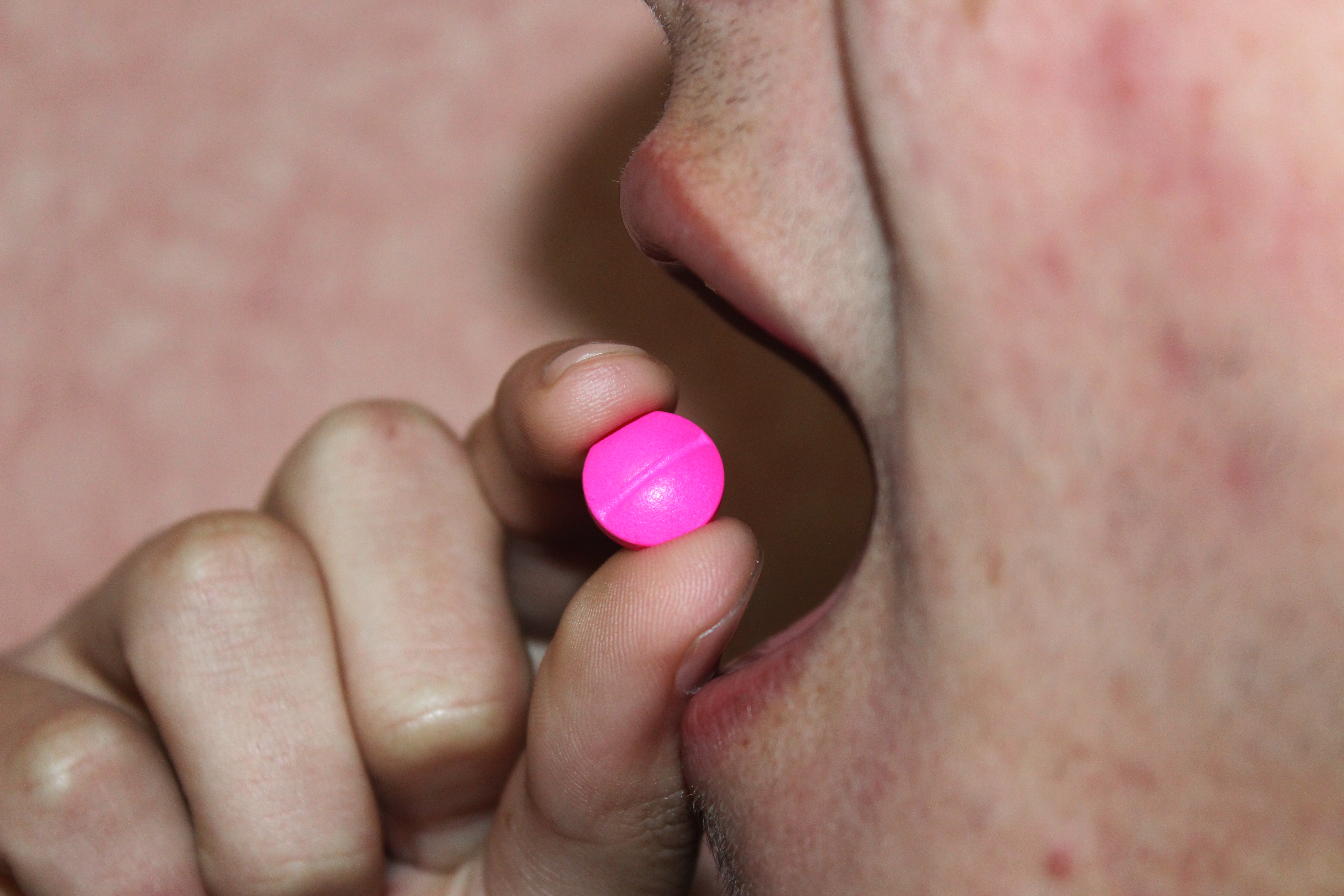
Somministrazione orale.

La somministrazione orale (anche detta per via orale o per os) è una via di somministrazione di una sostanza e indica che un farmaco deve essere somministrato per bocca.
Spesso i medici per indicare questa via di somministrazione sono soliti abbreviare PO sulle ricette e prescrizioni mediche.

## Etimologia
Per os è locuzione latina di uso comune nel linguaggio medico, ed è soprattutto presente nei foglietti illustrativi dei medicinali. Il termine deriva dal latino per che significa attraverso, per, mediante, e dal latino òs, òris, che significa bocca.

Nei paesi anglosassoni os è anche l'acronimo di oral somministration con appunto il significato di somministrazione orale.

## Caratteristiche
La somministrazione orale comprende qualsiasi modalità di assunzione di un farmaco per bocca, sia che il prodotto sia deglutito (come può avvenire per gocce o sospensioni), deglutito intero (come richiesto da alcune formulazioni in compresse o confetti a rilascio controllato), oppure masticato.  Pur trattandosi di una somministrazione attraverso la bocca, la via di somministrazione sublinguale viene considerata come a sé stante.

A seguito di somministrazione orale, soltanto una parte del farmaco giunge all'assorbimento da parte del tratto gastrointestinale per passare poi nel sangue attraverso le vene del fegato, essere distribuita nei tessuti ed esplicare gli effetti farmacologici a livello del sito d'azione.

## Vantaggi
- Via di somministrazione naturale
- Nessuna necessità di addestramento del paziente
- Non richiesto intervento di personale addestrato a domicilio del paziente
- Facilità di adesione alla cura proposta[3]

## Svantaggi
- Gradimento variabile da parte del paziente.
- Non utilizzabile in soggetti con difficoltà di deglutizione.
- Ridotta efficacia in presenza di patologie del tratto gastro-intestinale.[4]
- Inutilizzabile per farmaci degradabili dagli enzimi gastrici che per via della loro acidità possono arrivare anche a distruggere determinati composti del farmaco ingerito impedendone l'azione curativa.
- Inutilizzabile per farmaci soggetti ad effetto di primo passaggio troppo intenso.
- Assorbimento variabile da paziente a paziente con conseguente scarso controllo della posologia.
- Raramente indicata nella medicina d'emergenza-urgenza (assorbimento ed inizio d'azione più lenti)